# Zamarada dargei
Zamarada dargei là một loài bướm đêm trong họ Geometridae.